# Volksetymologie
Bei einer Volksetymologie, auch Fehletymologie, Paretymologie, Eindeutung und Remotivation, handelt es sich um die inhaltliche Umdeutung oder Remotivierung (teilweise mit dem Resultat eines Bedeutungswandels) eines in seiner Herkunft undurchsichtig gewordenen (entlehnten oder veralteten) Lexems (Wortes) in einer naiven Form der Etymologie nach dem Vorbild eines Lexems mit ähnlicher Lautung, womit typischerweise auch die entsprechende Umformung des umgedeuteten Lexems verbunden ist. Der etymologische Zusammenhang, der dabei hergestellt wird, ist historisch falsch; so hat z. B. Armbrust sprachgeschichtlich weder etwas mit „Arm“ noch mit „Brust“ zu tun, sondern stammt von lateinisch arcuballista „Bogenschleuder“ (zu arcus „Bogen“ und ballista „Wurf-, Schleudermaschine“). Bei der Volksetymologie handelt es sich im Resultat also um einen historischen Wortbildungsprozess, bei dem ein bislang unbekanntes beziehungsweise semantisch undurchsichtiges Wort (etwa ein Fremdwort) nach dem Vorbild eines vertraut klingenden Wortes umgebildet wird. Hierbei kann sowohl der Wortkörper lautlich verändert werden als auch durch das Mittel der Analogie eine phantasievolle Neubildung entstehen.
Der Begriff der Volksetymologie wurde Mitte des 19. Jahrhunderts mit dem 1852 erschienenen Aufsatz Ueber deutsche volksetymologie von Ernst Förstemann geprägt. Neben den traditionellen, auf die geschriebene Sprache beschränkten Belegen, geraten in jüngster Zeit, durch die besonderen medialen und konzeptionellen Bedingungen der „Neuen Medien“, auch bislang (noch) nicht lexikalisierte Volksetymologien (Eggcorns) in den Blick (vgl. Girnth/Klump/Michel 2007).

## Beispiele
Volksetymologische Erklärungen beeinflussen insbesondere die lautliche Entwicklung von Wörtern bzw. auch nur deren Schriftbild, wie die folgenden Beispiele zeigen:

### Deutsch
- Armbrust: Das Wort „Armbrust“ leitet sich vom lateinischen arcuballista „Bogenschleuder“ ab. Das darauf basierende, französische Wort arbaleste wurde dann eingedeutscht, wobei eine Kombination der ähnlich klingenden Wörter „Arm“ (von der Möglichkeit, die Waffe in einer Hand zu halten) und dem mittelhochdeutschen berust/berost (Ausrüstung bzw. Bewaffnung) benutzt wurde. Noch später wurde der zweite Teil des Begriffs mit deutsch „Brust“ identifiziert.

- Liebstöckel: Das Wort kommt von spätlateinisch levisticum, aus ligusticum eigentlich „aus Ligurien stammende Pflanze“, zuerst unter dem Einfluss von althochdeutsch lubbi „Gift“, danach unter althochdeutsch luba „Liebe“ sowie stehho „Stecken“, stihhil „Stachel, Spitze, Pfahl“ und stoc „Stock“.

- Maulwurf: Volksetymologisch gesehen ist der Maulwurf ein Tier, das mit dem Maul Erde aufwirft. Tatsächlich hieß das Tier im Althochdeutschen noch mūwerfo wörtlich ‚Haufenwerfer‘ (Vorderglied entspricht der altenglischen mūha, mūwa ‚(Korn-) Haufen‘). Im Mittelhochdeutschen wurde daraus moltwerf wörtl. ‚Erdwerfer‘. Als das Wort molt für ‚Erde, Staub‘ ausstarb, konnten die Deutschsprecher mit dem verdunkelten moltwerf nichts mehr verbinden. Daher entstand früh das lautlich ähnliche spätalthochdeutsche mūlwerf (11. Jh.) in Anlehnung an mūl ‚Maul‘.[6]

- Vielfraß: Der Name hat nichts mit der Ernährungsgewohnheit des Tiers zu tun, sondern kommt von dem älteren norwegischen Ausdruck fjeldfross, zu deutsch „Gebirgskater“.[7] Interessanterweise entstammen auch die Namen dieses Tiers in vielen anderen Sprachen und sogar die wissenschaftliche Bezeichnung Gulo gulo derselben Volksetymologie.

- Zwiebel: Die alte Entlehnung aus lateinisch cepulla wurde bereits im Althochdeutschen angelehnt an die vermeintlichen Bestandteile zwi- „zweifach; doppelt“ und bolla „Knospe; Fruchtknoten“.

- Die (berlinische) Redensart „Es zieht wie Hechtsuppe“ kam über das Rotwelsche aus dem Hebräischen, wo hech supha „Sturmwind“ bedeutet.

- Hals- und Beinbruch: Hier war das Jiddische bzw. ebenfalls das Hebräische Vorbild: hatsloche un broche הצלחה ון ברכה meint „Erfolg und Segen“; vermittelnde Sprache war wiederum das Rotwelsche.

- Wittstock: Der Name der Stadt scheint niederdeutschen Ursprungs zu sein und „weißer Stock“ zu bedeuten. In Wirklichkeit stammt er von altpolabisch vysoky, feminin vysoka „hoch gelegen“, da die Wittstocker Burg ab 946 so genannt wurde. Der Name ist dann auf die Siedlung im Tal übertragen worden.

- Katzenelnbogen: Der Name der Stadt im Rhein-Lahn-Kreis erweckt den Eindruck, er wäre von einem Körperteil einer Katze abgeleitet. Tatsächlich stammt er von Cattimelibocus, dem Berg (melibocus) des germanischen Stammes der Chatti, aus deren Namen sich die Regionalbezeichnung Hessen entwickelt hat.

Im Zuge der Reform der deutschen Rechtschreibung von 1996 wurden von deren Urhebern, insbesondere Gerhard Augst, auch Änderungen der deutschen Rechtschreibung mit einer Angleichung an eine tatsächliche oder behauptete entsprechende Volksetymologie begründet. Die Änderungen sind teilweise obligatorisch und teilweise fakultativ. Die geänderten Wörter und ihre sprachwissenschaftliche Etymologie:
- „belämmert“ (zuvor: „belemmert“) wurde mit „Lamm“ verbunden. In Wirklichkeit leitet sich das Wort vom niederdeutschen belemmeren ab (dies zu belemen „lähmen“), was so viel wie „hindern, hemmen, beschädigen“ bedeutet, das mit „Lamm“ etymologisch nichts zu tun hat.

- „einbläuen/verbläuen“ (zuvor: „einbleuen/verbleuen“) wurden volksetymologisch als Ableitungen von „blau“ beziehungsweise „bläuen“ im Sinne von „blau färben“ umgedeutet, doch stammt „bleuen“ vom althochdeutschen Verb bliuwan „schlagen“ ab, das etymologisch nichts mit „blau“ zu tun hat (siehe auch Bleuel).

- „Messner/Messmer“ (zuvor: „Mesner“, schweiz. „Mesmer“) „Kirchendiener“; hier wird ein Zusammenhang mit der „Messe“ unterstellt. Tatsächlich ist „Mesner“ entlehnt aus lat. mansionarius „Aufseher des (Gottes-)Hauses“, zu lat. mansio „Aufenthaltsort, Gebäude“. (In der Aussprache bleibt es aber in der Regel bezeichnenderweise beim langen e.)

- „Quäntchen“ (zuvor: „Quentchen“): Hier wurde eine volksetymologische Verbindung des Wortes zu „Quantum“ hergestellt. In Wirklichkeit geht „das Quentchen“ auf lat. quintus „der Fünfte“ zurück. Es bezeichnete nämlich früher ein Viertel der Gewichtseinheit Lot. (Unklar ist, wie es zu der Vertauschung von ein Viertel und ein Fünftel gekommen ist.)

- „schnäuzen“ (zuvor: „schneuzen“) soll angeblich als Ableitung von „Schnauze“ empfunden werden, was durch die neue ä-Schreibung zum Ausdruck gebracht wird. Tatsächlich handelt es sich um eine Weiterbildung von mittelhochdeutsch sniuzen (gesprochen „snüßen“); dies gehört wohl zu einem Wort für „Rotz“ und zu einer Gruppe von Wörtern des Germanischen, die mit sn- bzw. schn- beginnen und lautmalerisch das Geräusch ein- oder ausgeatmeter Luft nachahmen, z. B. schnarchen, schnauben, schniefen, schnüffeln, schnupfen.

- „Tollpatsch“ (zuvor: „Tolpatsch“) wurde durch Volksetymologie an das Adjektiv „toll“ („verrückt“) angeglichen. Das Wort ist aber aus dem ungarischen Wort talpas ([ˈtɒl.pɒʃ]; Spitzname für den ungarischen Fußsoldaten) entlehnt, einer Ableitung aus dem ungarischen talp „Sohle, Fuß“. Nach der Übertragung ins Deutsche erfolgte zunächst der Bedeutungsübergang zu „(österreichischer) Soldat, der eine unverständliche Sprache spricht“, später zu einer abwertenden, aber nicht boshaften Bezeichnung für einen ungeschickten Menschen.

- „Zierrat“ (zuvor: „Zierat“); volksetymologisch wird das Wort als Zusammensetzung aus Zier und Rat aufgefasst, analog „Vorrat“, „Unrat“, sprachgeschichtlich muss es jedoch zerlegt werden in mittelhochdeutsch zier(e) „Zier“ und at „Erbbesitz“, vgl. „Heim-at“.

Siehe auch die Artikel Appenzeller Biber, Felleisen, Fisimatenten, Habseligkeiten, Hängematte (s. a. u. bei Niederländisch), postum, Pumpernickel, Schickse, Spa und Windhund.

### Englisch
- sparrow-grass „Spargel“, wörtlich Spatzengras, stammt von lat. asparagus „Spargel“.
- requiem shark „Menschenhai, Grundhai“ vom Frz. requin „Hai“, das in Amerika als Requiem, Totenmesse (für ein Haiangriffs-Opfer), gedeutet wurde (was möglicherweise auch tatsächlich der Ursprung für das französische Wort ist).
- so long! „tschüss!“ kommt von irisch Slán!, Slán go fóill!

### Französisch
- Choucroute, von alemannisch Surkrut bzw. deutsch Sauerkraut, wurde volksetymologisch an frz. chou „Kohl“ und croûte „Kruste“ angelehnt.[12]

### Italienisch
- Casamatta (deutsch „Kasematte“, ein unterirdisches Gewölbe im Festungsbau) ist aus dem griechischen Wort χάσμα chásma „Spalte, Erdschlund, Erdkluft“ hervorgegangen, konkret aus der Pluralform χάσματα chásmata. Als Festungsbauer die entsprechende Bauweise aus dem griechischsprachigen Byzanz nach Italien brachten, wurde das Wort umgedeutet in casa matta „verrücktes Haus“ und gelangte dann über das Französische (casematte) ins Deutsche.

### Lateinisch
- Accipiter: Der Name für den Habicht stammt aus dem Griechischen. Seine Wortbestandteile sind altgriechisch ὠκύς ōkys („schnell“) und πέτομαι pĕtomai „fliegen“; die Bedeutung in der Zusammensetzung ὠκυπέτης ōkypĕtēs ist damit „der schnell Fliegende“. Für lateinische Ohren kam aber eine Verwandtschaft mit dem Verb accipere „annehmen, ergreifen“ (von Beutetieren) in Betracht. Die falsche Verwandtschaftsannahme führte sogar dazu, dass der Habicht auch (hyperkorrekt) als acceptor bezeichnet wurde.

- Benevento: Der ursprüngliche Name von Benevento stammte aus dem Oskischen und lautete möglicherweise Malies oder Malocis und entwickelte sich zu Maloenton weiter. Die Vorsilbe Mal- hatte dabei möglicherweise die Bedeutung „Stein“. Latinisiert wurde daraus Maleventum, was auf Lateinisch die Bedeutung „schlechtes Ereignis“ hat. Deshalb wurde die Stadt nach dem Sieg über Pyrrhus bei Gründung der Kolonie 268 v. Chr. in Beneventum („gutes Ereignis“) umbenannt.

- Lateran geht nicht auf lata rana „breite Kröte“ zurück, entgegen der im Mittelalter kursierenden Überlegung, Kaiser Nero habe – als Mann – am bezeichneten Ort ein Monstrum geboren. In Wahrheit leitet er sich vom Namen der antiken Besitzerfamilie, den Laterani, ab.

- Obsonari, obsonor „zum Essen einkaufen“ klingt für lateinische Ohren so, als ob es sich um eine Zusammensetzung aus der Vorsilbe ob- und dem Verb sonari, sonor handele, stammt aber vom altgriechischen Wort ὁψώνιον opsōnion „Sold“.

- Rosmarinus stammt von altgriechisch ῥοῦς rhus „Gerberbaum“, klang aber für die Römer wie „Meertau“.

### Niederländisch
- Hangmat „Hängematte“: Die ursprüngliche indianische Bezeichnung war hamáka. Im Französischen (hamac), Spanischen (hamaca), Englischen (hammack/hammock) und auch im Polnischen (hamak) wurde das Ursprungswort nahezu beibehalten. In der niederländische Sprache aber wurde das Wort zwischen dem 16. und dem 18. Jahrhundert verändert, was – über eine Zwischenstufe hangmak – in hangmat resultierte, da diese besondere Liegemöglichkeit mit (deutsch) hängen und Matte verbunden wurde. Das niederländische Wort wurde in wörtlicher Übersetzung als Hängematte in die deutsche Sprache übernommen.